# ابراهیم‌آباد (معصومیه)
ابراهیم‌آباد روستایی در دهستان مشک‌آباد بخش معصومیه شهرستان اراک استان مرکزی ایران است.

## جمعیت
بر پایه سرشماری عمومی نفوس و مسکن در سال ۱۳۹۵ جمعیت این روستا ۱٬۵۹۳ نفر (۵۱۸خانوار) بوده است.